# Rosa Dibbern
Rosa Therese Dibbern (geborene Götz; * 29. Oktober 1830 in Mainz, Großherzogtum Hessen; † 1895 in New York) war eine deutsche Schauspielerin und Theaterdirektorin.

## Leben
Rosa Götz stammte wahrscheinlich aus einer Schauspielerfamilie. Sie machte eine Ausbildung bei Adele Peroni-Glaßbrenner in Hamburg. 1852 spielte sie am Schauspielhaus in Düsseldorf. Dort war auch Adolph Dibbern, den sie später heiratete. Danach zogen beide nach Altona, wo er Theaterdirektor wurde.
1859 übernahm er die Leitung am Stadttheater Danzig, starb aber kurz darauf. Ihr gemeinsamer Sohn Karl Dibbern wurde Kapellmeister.
Danach übernahm Rosa Dibbern 1860 die Direktion, da sich kein weiterer Bewerber fand. Sie war damit die einzige Frau in dieser Funktion in der gesamten 145-jährigen Geschichte dieses Theaters. 1861 heiratete sie den acht Jahre jüngeren Sänger Emil Fischer. Dieser löste sie 1863 in der Leitung ab.
Ab 1870 war er an verschiedenen anderen Orten engagiert, wohin sie ihm wahrscheinlich folgte. 1890 zogen sie nach New York.
Dort starb sie 1895.
Rosa Dibbern spielte einige Hauptrollen wie Maria Stuart, Deborah und Donna Diana (Moreto).